# Ja'afar Mahmud Adam
Ja’afar Mahmud Adam, né le 12 février 1960 à Daura et mort à Kano le 13 avril 2007, est un prédicateur musulman nigérian, appartenant à l'Izala, un groupe salafiste fondé en 1978. Un des prédicateurs les plus influents du mouvement, il contribue notamment à la formation de Mohamed Yusuf, le fondateur du Groupe sunnite pour la prédication et le djihad (Boko Haram), et reste en relation suivie avec lui jusqu'à ce que Yusuf prenne clairement position en faveur de l'action violente, vers 2003-2004. Il est assassiné pendant qu'il priait dans une mosquée de Kano en avril 2007, sans doute par Boko Haram,.